# Samlade Tider
Samlade Tider är ett samlingsalbum av den svenska popgruppen Gyllene Tider, ursprungligen utgivet den 20 april 1994 och återutgivet den 1 januari 1998.

## Låtlista
1. Himmel No. 7 - 5:07
2. Revolver upp - 2:26
3. Ska vi älska, så ska vi älska till Buddy Holly - 3:20
4. På jakt efter liv - 3:46
5. Ljudet av ett annat hjärta - 3:50
6. Leka med elden - 4:51
7. (Kom så ska vi) Leva livet - 3:41
8. Vän till en vän - 3:05
9. Vandrar i ett sommarregn - 4:41
10. Tylö Sun (California Sun) - 2:41
11. Povel Ramel, Paul McCartney och jag - 3.47
12. Lova att du aldrig glömmer bort mej - 3.15